# Ricardo Mayorga
Ricardo Antonio Mayorga Perez (Granada, 3 ottobre 1973) è un pugile ed ex artista marziale misto nicaraguense.
Soprannominato "El Matador" (L'assassino), è stato campione del mondo unificato WBA, WBC, The Ring e lineare dei pesi welter dal 2002 al 2003, e campione mondiale WBC dal 2005 al 2006 nei pesi superwelter. Mayorga era  molto noto in passato anche per il suo forte carisma, il suo frequente e offensivo trash-talking e la sua abitudine a fumare e bere nelle conferenze, nelle interviste e persino dopo un incontro valido per il titolo, tanto da meritarsi nel 2003 l'appellativo di "Pugile più pazzo del mondo" da Ring Magazine. Questa sua personalità andò nel tempo sempre a diminuire, in seguito ad un radicale cambiamento del suo stile e della sua concezione di vita.

## Biografia
Nato in una famiglia povera, grazie alla boxe è sfuggito alla violenza di strada della periferia di Granada. Seguendo le orme di suo fratello Jaime inizia a boxare in tenera età. Come pugile dilettante fece parte della squadra dell'esercito nicaraguense. Passò professionista nel 1993 dove la sua personalità eccentrica e sregolata cominciava già a manifestarsi pagandone però il prezzo già dai primi match: al terzo incontro, perse infatti per KO tecnico contro Humberto Aranda, ritirandosi al 5º round.
Col passare del tempo, sembrava sempre più chiaro che a fronte di potenzialità interessanti e talento indiscutibile, Ricardo non dava l'impressione di possedere la determinazione necessaria per arrivare ai vertici. La scarsa propensione agli allenamenti e al sacrificio lo condusse a una prima parte di carriera altalenante, contraddistinta da alcune sconfitte contro pugili non straordinari determinate spesso da un netto calo fisico che Mayorga manifestava nella seconda metà degli incontri.

## Carriera nelle MMA
Il 15 maggio 2010 Mayorga avrebbe dovuto fare il suo debutto professionale nelle MMA contro il veterano della UFC Din Thomas nell'evento Shine Fights ma il suo manager Don King presentò un'ingiunzione per impedirgli di partecipare, sostenendo che Mayorga aveva un contratto esclusivo con la sua società.
Shine Fights ha dichiarato che il contratto di Mayorga con King era per la boxe, e come tale non si applicava alle arti marziali miste. Il giudice Marc Gold ha accolto l'ingiunzione poche ore prima del combattimento. Più tardi, lo stesso giorno, i funzionari di Shine Fights hanno cancellato l'incontro dall'evento.
Dopo il suo ritiro dalla boxe, Mayorga ha deciso di intraprendere una carriera professionale MMA e ha affrontato Wesley Tiffer il 3 maggio 2013. È stato subito buttato a terra ma è riuscito a sopravvivere al 1º round. Tiffer ha continuato a lottare con lui a terra fino a quando Mayorga ha atterrato Tiffer con una controversa ginocchiata alla spina dorsale, tanto da sentire Tiffer urlare dopo il colpo ricevuto. Mayorga ha vinto per TKO dopo che Tiffer non ha risposto alla campanella per il 3º round. il 10 maggio la Commissione nicaraguense per le arti marziali miste ha determinato un No Contest per il match, a causa della ginocchiata illegale di Mayorga, e lo ha anche sospeso per 3 mesi per essere salito sul ring con 20 libbre oltre il limite di peso contrattato di 165 libbre.